# 林尼尔彗星 (209P)
209P/林尼尔（209P/LINEAR）是一颗短周期彗星。由林肯近地小行星研究小组（LINEAR）利用1.0-m 反射望远镜在2004年2月3日发现， 发现之初它被归类为小行星，但2004年3月30日观测到彗尾后确认是彗星，2008年12月12日被授予永久编号209P。
根据天文学家Esko Lyytinen和Peter Jenniskens等人的初步计算，209P/林尼尔将可能在2014年5月引发一场大型的流星雨，届时地球将经过彗星在1803年至1924年回归近日点时在轨道上留下的尘埃碎屑。 流星雨的辐射点位于鹿豹座，每小时天顶流星数（ZHR）将超过100，甚至达到流星暴雨级别（ZHR=1000）。

## 2014年經過
林尼尔彗星於2014年5月6日抵達近日點，2014年5月29日以0.0554AU的距離經過地球，但視星等僅約12。此次距離地球為已知彗星中第九近。